# Чишки (Золочевский район)
Чишки (укр. Чішки) — село в Бусской городской общине Золочевского района Львовской области Украины.
Население по переписи 2001 года составляло 208 человек. Занимает площадь 1,344 км². Почтовый индекс — 80534. Телефонный код — 3264.